# Race of Champions (Brands Hatch)
 (signalé en mai 2025).
Si vous disposez d'ouvrages ou d'articles de référence ou si vous connaissez des sites web de qualité traitant du thème abordé ici, merci de compléter l'article en donnant les références utiles à sa vérifiabilité et en les liant à la section « Notes et références ».
- Archive Wikiwix
- Bing
- Cairn
- DuckDuckGo
- E. Universalis
- Gallica
- Google
- G. Books
- G. News
- G. Scholar
- Persée
- Qwant
- (zh) Baidu
- (ru) Yandex
- (wd) trouver des œuvres sur Wikidata

Pour l’article homonyme, voir Race of Champions.

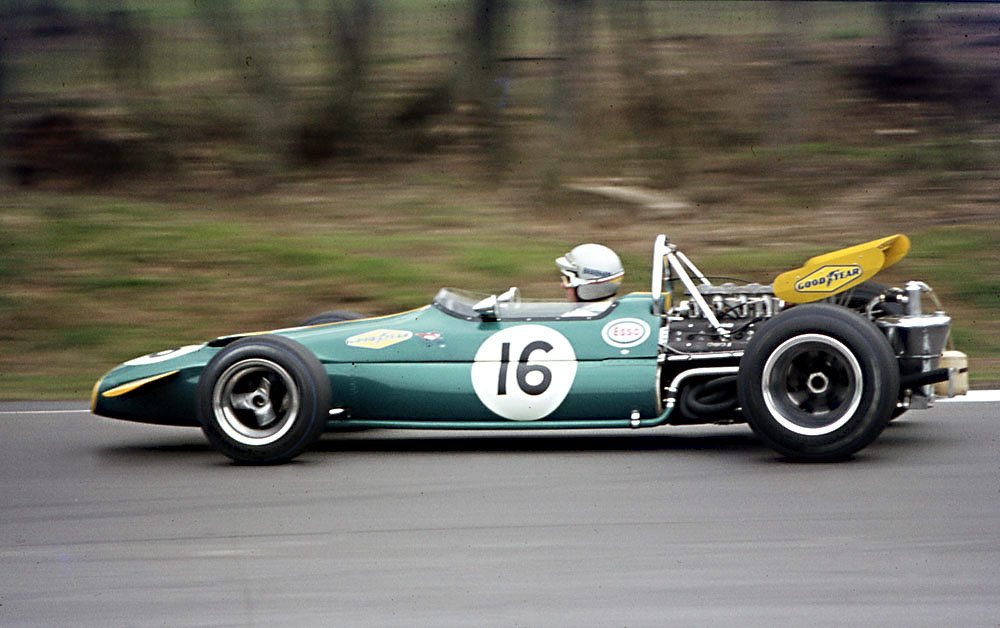
Jack Brabham sur BT33 à la R.o.C. 1970

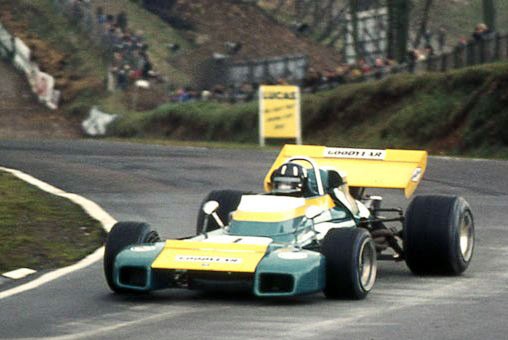
Graham Hill sur BT34 à la R.o.C. 1971

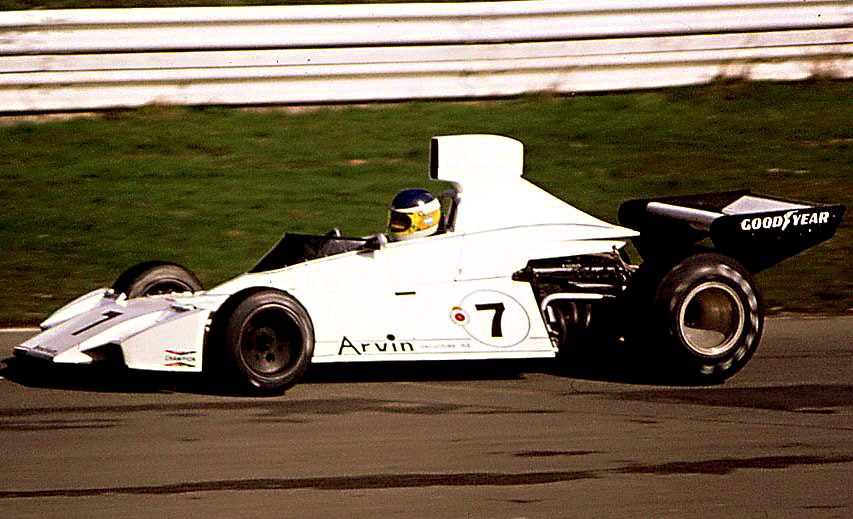
Carlos Reutemann sur BT44 à la R.o.C. 1974

La Race of Champions (R.o.C.) est une course de Formule 1 qui s'est tenue de 1965 à 1983 sur le tracé du circuit de Brands Hatch en Angleterre. Cette épreuve n'a jamais compté pour le championnat du monde.
À ce jour, la Race of Champions de 1983 est la dernière épreuve hors-championnat de l'histoire de la Formule 1.

## Palmarès
| Année | Vainqueur          | Voiture       | Circuit      | Résultats |
| 1965  | Mike Spence        | Lotus-Climax  | Brands Hatch | Résultats |
| 1967  | Dan Gurney         | Eagle-Weslake | Brands Hatch | Résultats |
| 1968  | Bruce McLaren      | McLaren-Ford  | Brands Hatch | Résultats |
| 1969  | Jackie Stewart     | Matra-Ford    | Brands Hatch | Résultats |
| 1970  | Jackie Stewart     | March-Ford    | Brands Hatch | Résultats |
| 1971  | Clay Regazzoni     | Ferrari       | Brands Hatch | Résultats |
| 1972  | Emerson Fittipaldi | Lotus-Ford    | Brands Hatch | Résultats |
| 1973  | Peter Gethin       | Chevron       | Brands Hatch | Résultats |
| 1974  | Jacky Ickx         | Lotus-Ford    | Brands Hatch | Résultats |
| 1975  | Tom Pryce          | Shadow-Ford   | Brands Hatch | Résultats |
| 1976  | James Hunt         | McLaren-Ford  | Brands Hatch | Résultats |
| 1977  | James Hunt         | McLaren-Ford  | Brands Hatch | Résultats |
| 1979  | Gilles Villeneuve  | Ferrari       | Brands Hatch | Résultats |
| 1983  | Keke Rosberg       | Williams-Ford | Brands Hatch | Résultats |